# ولایت خودمختار دهونگ دای و جینگپو
ولایت خودمختار دهونگ دای و جینگپو (به انگلیسی: Dehong Dai and Jingpo Autonomous Prefecture) یک ولایت خودمختار در چین است که در یون‌نان واقع شده‌است. ولایت خودمختار دهونگ دای و جینگپو ۱۱٬۱۷۲٫۲۴ کیلومتر مربع مساحت و ۱٬۲۱۱٬۴۴۰ نفر جمعیت دارد و ۹۲۰ متر بالاتر از سطح دریا واقع شده‌است.